# Jean Dujardin
Cet article concerne l'acteur français. Pour le théologien, voir Jean Dujardin (théologien). Pour les autres homonymes, voir Dujardin.
Jean Dujardin , né le 19 juin 1972 à Rueil-Malmaison (Hauts-de-Seine), est un acteur, scénariste, réalisateur et producteur français.
Sa carrière débute sur scène et à la télévision durant les années 1990, au sein de la troupe d'humoristes Nous Ç Nous, puis il s'impose comme un acteur populaire grâce à la shortcom Un gars, une fille, dont il partage la vedette avec Alexandra Lamy qui a été son épouse de 2009 à 2014. Après quelques seconds rôles, il connaît un grand succès au cinéma avec le film Brice de Nice (2005), tiré d'un personnage apparu dans ses sketchs. Jean Dujardin porte ensuite des films, surtout des comédies, comme OSS 117 : Le Caire, nid d'espions (2006) et OSS 117 : Rio ne répond plus (2009), dans lesquelles il tient le rôle de l'agent secret Hubert Bonisseur de La Bath, mais également 99 francs (2007), Ca$h (2008), Lucky Luke (2009) et Les Infidèles (2012). Il s'illustre également dans des films dramatiques comme Le Convoyeur (2004), Contre-enquête (2007), Le Bruit des glaçons (2010) ou encore Un balcon sur la mer (2010).
Son interprétation d'une star déchue du cinéma muet dans The Artist, film en noir et blanc réalisé par Michel Hazanavicius, lui permet en 2012 de devenir le quatrième acteur français à être nommé pour un Oscar et le premier à remporter l'Oscar du meilleur acteur,,. Ce rôle lui permet également de remporter de nombreuses autres récompenses internationales.
S'il accède à des seconds rôles dans les grosses productions américaines Le Loup de Wall Street (2013) de Martin Scorsese et Monuments Men (2014) de George Clooney, Jean Dujardin reste fidèle au cinéma français et tourne avec de grands noms tout en mélangeant les genres. Apparu dans le thriller Möbius (2013), il enchaine les rôles dramatiques majeurs en incarnant tour à tour le juge Pierre Michel dans La French (2014), le commandant Marie-Georges Picquart dans J'accuse (2019) et le commissaire de la sous-direction anti-terroriste dans Novembre (2022).
Fidèle à la comédie, il tourne pour Claude Lelouch qui le fait jouer dans la comédie romantique avec Un plus une (2015) puis celle, chorale, avec Chacun sa vie (2017), tandis que Laurent Tirard lui donne les premiers rôles de Un homme à la hauteur (2016) et de Le Retour du héros (2018). L'acteur s'aventure dans la satire avec I Feel Good de Gustave Kervern et Benoît Delépine ainsi qu'avec Présidents (2021) d'Anne Fontaine. Il se penche également vers l'absurde avec Le Daim (2019) de Quentin Dupieux. De plus, il retrouve deux rôles qui ont marqué sa carrière, avec les films Brice 3 (2016) et OSS 117 : Alerte rouge en Afrique noire (2021).

## Biographie

### Jeunesse
Jean Dujardin naît à Rueil-Malmaison, dans les Hauts-de-Seine, le 19 juin 1972.
Après une enfance dans les Yvelines à Plaisir et après avoir obtenu un baccalauréat A3 (théâtre et cinéma) au lycée Saint Sulpice à Paris dans le 6e arrondissement, Jean Dujardin débute dans la vie active en tant que serrurier dans l'entreprise de son père, Jacques Dujardin (né en 1945). Il fera aussi un passage dans le scoutisme, ce qui lui permettra de s'affirmer et de commencer à découvrir la comédie.
« J'y ai rencontré des amis pour la vie. C’est là que j'ai fait mes premiers sketches, lors des veillées scouts ! Ces camps m'ont permis de me sociabiliser, de prendre confiance en moi. Je pense que c'est ici que j'ai vraiment commencé à exister ».

### Carrière

#### Des débuts sur scène au succès d'Un gars, une fille(années 1990)

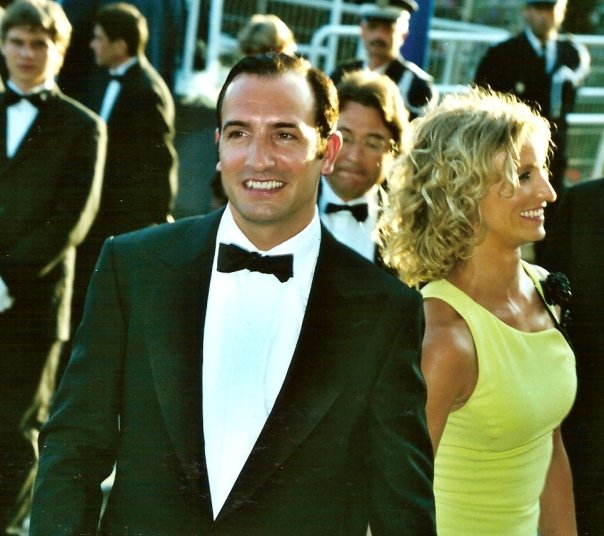
Jean Dujardin et Alexandra Lamy au Festival de Cannes 2005.

C'est à l'armée, lors de son service militaire au 1er régiment de tirailleurs, que ses talents de comique se révèlent. Il se rend alors à Paris où il se produit dans des bars et des petits théâtres.
Quelque temps plus tard, il forme « la Bande du Carré blanc » avec Philippe Urbain, Éric Collado, Luc Antoni, Éric Massot et Bruno Salomone qu'il avait rencontrés dans l'établissement du même nom Le Carré blanc.
La troupe deviendra les Nous Ç Nous, et produira quelques spectacles ainsi qu'une parodie des boys bands très en vogue à l'époque, sous la forme d'une chanson du même nom, avant de participer régulièrement à l'émission Fiesta de Patrick Sébastien, diffusée sur France 2.
Entre 1997 et 1998, ils gagnent à trois reprises l'émission de M6 : Graines de star dans la catégorie « comiques ».
C'est dans ce cadre qu'il présente son personnage Brice de Nice, surfeur niçois mégalomane, dont il tirera ensuite plusieurs vidéos qui rencontreront un grand succès sur internet, avant d'en faire le film Brice de Nice, en 2005.
Par la suite, Jean Dujardin tourne avec Bruno Salomone des petits sketches pour l'émission Farce Attaque, diffusée sur France 2 et produite par Isabelle Camus, qui a repéré Jean Dujardin lors de son passage à Graines de star.
D'octobre 1999 à juin 2003, il joue avec Alexandra Lamy dans la série télévisée à succès Un gars, une fille sur France 2. Notamment parce qu'il se juge mauvais aux essais, il est d'abord réticent à accepter le rôle que lui propose la productrice Isabelle Camus, quant à elle convaincue de son choix.
Les deux acteurs interprètent des personnages portant leurs propres prénoms, Jean et Alexandra, alias Loulou (le gars) et Alex ou Chouchou (la fille) et forment un couple confronté à diverses situations de la vie quotidienne. La série compte 486 épisodes de moins de sept minutes. Les personnages de Loulou et Chouchou sont plébiscités par les téléspectateurs et les deux comédiens deviennent vite populaires, tandis que leur liaison à la ville fait la une des magazines people.
Jean Dujardin met un terme à la série et se sert de cette célébrité nouvelle pour débuter au cinéma, tout d'abord avec une petite apparition dans Ah ! si j'étais riche (2002) puis dans Bienvenue chez les Rozes (2003), dans lequel il joue un cambrioleur un peu stupide.

#### Premiers succès populaires au cinéma (années 2000)
Le comédien joue l'un de ses premiers rôles au cinéma avec un contre-emploi dans le thriller Le Convoyeur de Nicolas Boukhrief (2004). Il indique que lorsque le réalisateur lui a proposé de jouer dans son film, « personne ne voulait de lui » en dépit du grand succès d'Un gars, une fille. Il estime que ce rôle lui a permis « de gagner du temps et de se poser tout de suite en acteur dramatique ».
Son premier grand succès au cinéma est néanmoins dans le registre de la comédie, avec le film choral Mariages ! de Valérie Guignabodet en 2004, avec également Mathilde Seigner, Antoine Duléry, Miou-Miou, Didier Bezace, Lio et Catherine Allégret. Brice de Nice, l'adaptation au cinéma du personnage d'un de ses sketchs avec les Nous Ç Nous, sorti en 2005, bat des records au box-office et devient très populaire dans les cours d'école. Des goodies tels que jeu vidéo et sonnerie de téléphone portable sont échangés par milliers.
Si le succès est populaire, les critiques sont plus dures : l'acteur est cité aux Bidets d'Or en tant que pire acteur pour le film L'Amour aux trousses. Ce film sera également cité la même année aux Gérard du cinéma aux côtés de Brice de Nice dans la catégorie Pire film avec Jean Dujardin. Lui-même reconnaît l'échec de ce film qui suit immédiatement Brice de Nice dans sa filmographie, ne recueillant que 200 000 entrées.
La première reconnaissance critique intervient cependant en 2007 : il obtient une nomination au César du meilleur acteur en 2007 à la suite de sa prestation dans OSS 117 : Le Caire, nid d'espions de Michel Hazanavicius, un pastiche à succès de film d'espionnage.
La même année, il devient producteur (via sa société de production JD Prod, créée en 2002) et réalisateur avec la série de programmes courts Palizzi proposée sur la chaîne 13e Rue avec dans le rôle principal Arsène Mosca. Devant le succès de la série, un projet de film adapté du pilote est alors envisagé. Un autre projet de production concerne l'écriture, avec sa femme, d'un film sur les camisards.
Acteur désormais convoité, touchant à tous les registres, il endosse des rôles à contre-emploi dans Contre-enquête et 99 francs dans lesquels il joue respectivement un policier enquêtant sur l'assassinat et le viol de sa jeune fille de 10 ans, puis un publicitaire désabusé et dépressif dans l'adaptation du livre de Frédéric Beigbeder, 99 francs.

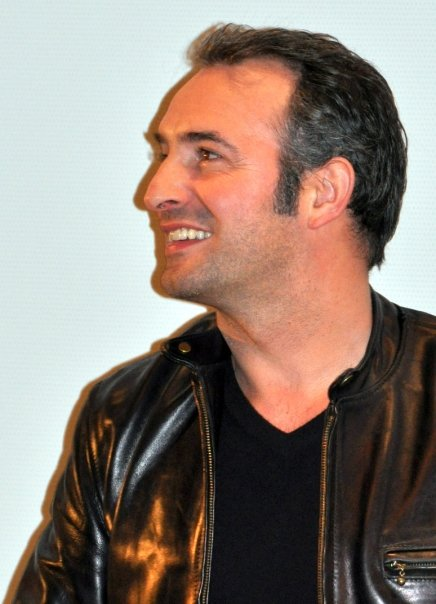
En 2008, à l'avant-première de OSS 117 : Rio ne répond plus.

Il renouvelle ce numéro d'équilibriste les années suivantes : en 2008, il joue dans le drame Un homme et son chien de Francis Huster, aux côtés de Jean-Paul Belmondo à qui il est souvent comparé — le deuxième volet d'OSS 117 y fait lui-même référence,.
Puis, il prête ses traits à Lucky Luke dans le film du même nom de James Huth. Sorti en 2009, l'acteur y est entouré d'Alexandra Lamy, Sylvie Testud, Michaël Youn et Daniel Prevost. Le film reçoit cependant un accueil public et critique mitigé.
Selon Le Figaro, Jean Dujardin était l'acteur français le mieux payé en 2009 avec un total de 4,4 millions d'euros (2M € par film, 390 000 € pour coécrire Lucky Luke).

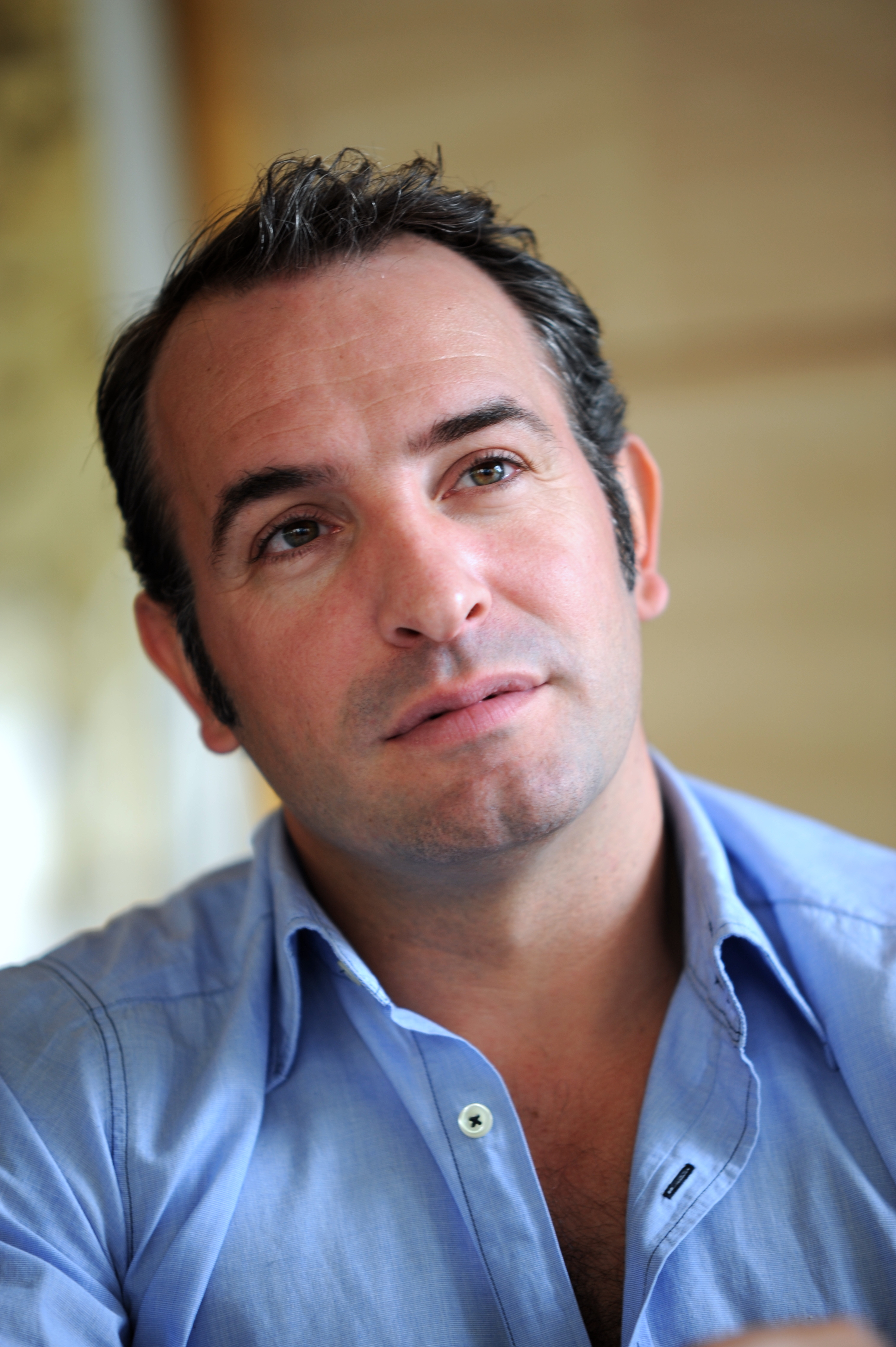
Jean Dujardin, le 06 avril 2009 à Paris.

En 2009, il retrouve un autre cinéaste, Michel Hazanavicius, cette fois pour une suite de sa première comédie à succès critique, OSS 117 : Rio ne répond plus. La presse est encore plus enthousiaste que pour le premier opus.
En 2010, il collabore avec des cinéastes confirmés. Il incarne Charles Faulque, un écrivain alcoolique qui voit débarquer chez lui son cancer (interprété par Albert Dupontel) dans Le Bruit des glaçons de Bertrand Blier, avec également Anne Alvaro, Myriam Boyer et Audrey Dana. Il tourne ensuite dans le film de Nicole Garcia, Un balcon sur la mer avec notamment Sandrine Kiberlain, Marie-Josée Croze, Michel Aumont et Claudia Cardinale où il joue le rôle de Marc, un homme qui retrouve son amour de jeunesse et mène une enquête lorsqu'elle disparaît.
La même année, il apparaît dans Les Petits Mouchoirs de Guillaume Canet, dans lequel son rôle, bien que court, ouvre le film et en représente l'intrigue majeure.

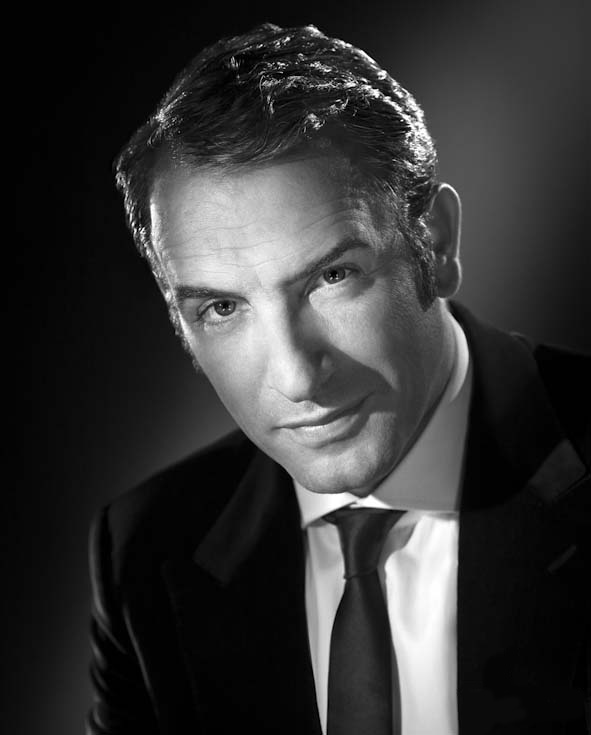
L'acteur en 2009 au Studio Harcourt.

#### ConsécrationThe Artist(2011-2012)
En 2011, il partage avec Bérénice Bejo l'affiche de The Artist, pour une troisième collaboration avec Michel Hazanavicius. Ce film muet en noir et blanc rend hommage au cinéma hollywoodien des années 1920 et 1930. Il y interprète le rôle de George Valentin, une grande vedette du cinéma muet dont la carrière est brisée par l'arrivée du parlant et dont l'amour naissant pour Peppy Miller (Bérénice Bejo), jeune étoile montante, est contrarié.

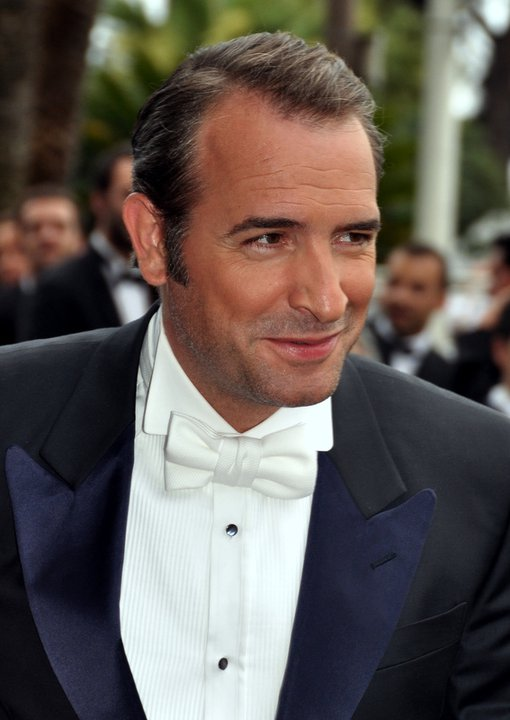
Jean Dujardin lors de la présentation de The Artist au festival de Cannes 2011.

Dans une interview, l'acteur affirme avoir d'abord refusé le rôle avant de se raviser. C'est le premier jour du tournage qu'il dit avoir réalisé que le personnage de George Valentin était fait pour lui.
Les débuts sont laborieux : les chaînes de télévision refusent d'investir sur un film muet et en noir et blanc et l'avance sur recettes n'est pas allouée au projet. L'arrivée du producteur Thomas Langmann débloque la situation : il mobilise notamment Studio 37 (Orange), France 3 Cinéma, Canal+ et Warner France.
Le long-métrage concourt ensuite pour la Palme d'or, lors du 64e Festival de Cannes. À l'origine, The Artist devait être projeté en séance spéciale mais il est basculé en compétition sur l'insistance de Thomas Langmann.
Pour ce film, Jean Dujardin est récompensé par le Prix d'interprétation masculine, qui lui est remis par Catherine Deneuve. L'accueil enthousiaste des festivaliers offre au long-métrage la chance d'être acheté par de nombreux distributeurs internationaux dont la Weinstein Company qui lance sa carrière américaine et son intense campagne de promotion en vue des Oscars du cinéma 2012.
Le film connaît un engouement outre-Atlantique et gagne la sympathie des spectateurs américains pour son hommage à l'âge d'or des productions classiques et muettes d'Hollywood,.
En décembre 2011, Jean Dujardin reçoit une nomination aux Screen Actors Guild Awards et aux Golden Globes pour The Artist.

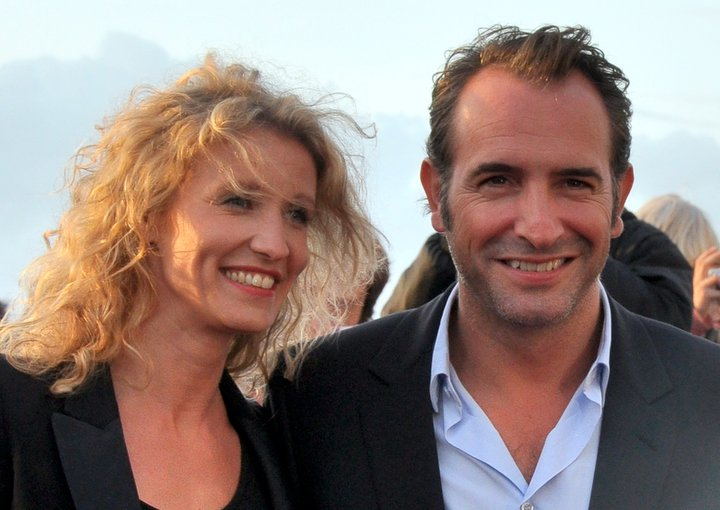
Jean Dujardin et Alexandra Lamy en 2011 au Festival du film de Cabourg.

Jean Dujardin est le second acteur français à être nommé aux Golden Globes, après Gérard Depardieu, lauréat du Golden Globe du meilleur acteur dans un film musical ou une comédie en 1991 (pour le film Green Card). Il reçoit également ce prix en janvier 2012. Le 24 janvier, Jean Dujardin est nommé aux Oscars dans la catégorie « meilleur acteur ». Le 29 janvier, il gagne le Screen Actors Guild Award du meilleur comédien.
Le 11 février, il participe à l'émission américaine Saturday Night Live où il joue dans un sketch imaginant une fausse série de France 3 intitulée Les jeunes de Paris, filmé à la manière de The Artist et remporte un succès auprès du public présent. Le 12 février 2012, Jean Dujardin obtient le prix du meilleur premier rôle masculin lors de la 65e cérémonie des BAFTAs du cinéma britannique.
En revanche, lors de la 37e cérémonie des César, Omar Sy remporte le César du meilleur acteur à son détriment : Télérama relève que « parmi les Français qui furent nommés à l’Oscar pour un premier rôle, Jean Dujardin est donc le premier qui ne reçoit pas le César juste avant », évoquant les précédents de Gérard Depardieu pour Cyrano, Isabelle Adjani pour Camille Claudel, Catherine Deneuve pour Indochine, et Marion Cotillard pour La Môme.
La consécration intervient le 26 février 2012, date à laquelle il remporte l'Oscar du meilleur acteur à Los Angeles grâce à son interprétation de George Valentin dans The Artist. Il devient le premier acteur français à remporter ce trophée. Charles Boyer (distingué d'un Oscar pour sa carrière en 1943), Maurice Chevalier (lui aussi récompensé d'un Oscar d'honneur, en 1959) et Gérard Depardieu avaient été nommés à ce prix avant lui, mais sans succès. Il rejoint alors le cercle des interprètes français oscarisés jusqu'alors exclusivement féminin : Claudette Colbert, Simone Signoret, Juliette Binoche et Marion Cotillard.
Par ailleurs, The Artist obtient au total cinq Oscars dont ceux du meilleur film pour Thomas Langmann et du meilleur réalisateur pour Michel Hazanavicius. Le film gagne également six Césars lors de la 37e cérémonie, dont ceux du meilleur film, du meilleur réalisateur et de la meilleure actrice pour Bérénice Bejo.
Son interprétation de George Valentin a été saluée par quatorze récompenses internationales.

#### Producteur et acteur de stature internationale (2012-2014)

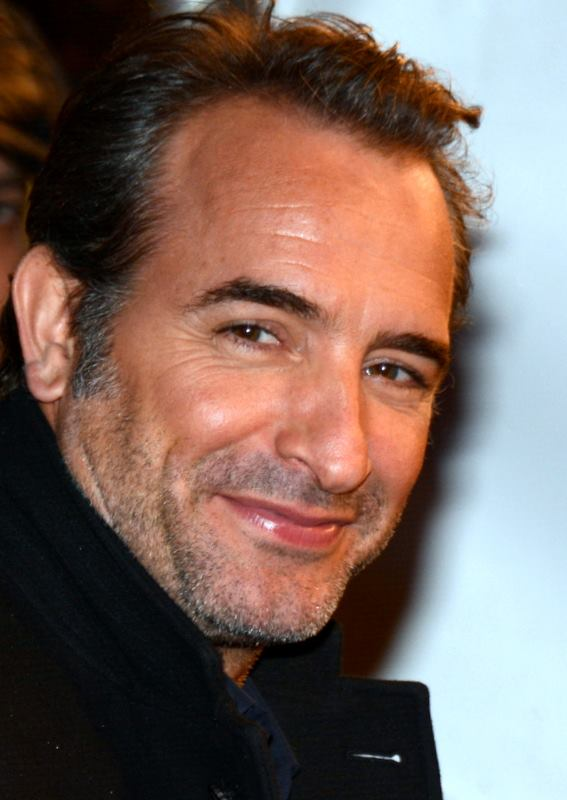
Jean Dujardin en février 2014 à l'avant-première française de The Monuments Men.

La société de productions JD Prod qu'il fonde officiellement fondée le 1er janvier 2003, apparaît au générique de deux films où il est la tête d'affiche : The Artist et Les Infidèles.
Pour ce qui est de The Artist, Jean Dujardin possède 20 % des recettes après amortissement du film, 20 % du fonds de soutien et 20 % de la bobine. Pour Les Infidèles, Jean Dujardin a eu l'idée originale du projet, ainsi a-t-il assumé le rôle de producteur délégué. De ce fait, en contrepartie de la prise en charge des risques financiers, l'acteur a eu la maîtrise du financement, des coûts et a pu s'autoriser une liberté artistique plus importante. Il a perçu 400 000 euros en tant qu'auteur et 100 000 euros comme réalisateur. Les coproducteurs délégués de ce film à sketch que sont « JD Prod » et « Black Dynamite Films » ont dû verser les salaires et intéressements de Gilles Lellouche comme auteur (270 000 euros) et réalisateur (90 000 euros).
Finalement, Jean Dujardin possède 24 % des recettes après amortissement du film, 25 % du fonds de soutien et 24 % de la bobine. Il souhaiterait produire de nouveaux films en profitant de sa notoriété grandissante depuis le sacre de The Artist.
En 2012, il joue aux côtés de Gilles Lellouche et de sa femme Alexandra Lamy dans Les Infidèles, film à sketches qu'il coproduit, coscénarise et coréalise avec six autres metteurs en scène sur le thème de l'infidélité masculine. À la suite d'une polémique concernant les affiches promotionnelles du film sur lesquelles Jean Dujardin et Gilles Lellouche apparaissent dans des postures suggestives qui « présentent une image dégradante de la femme », l'ARPP qui a reçu quatre plaintes décide de les retirer des lieux publics,.
Au printemps 2012, il commence le tournage du nouveau film d'Éric Rochant intitulé Möbius avec Cécile de France qui a pour sujet l'espionnage économique.
Pendant l'été 2012, des rumeurs annoncent sa présence au casting du film Le Loup de Wall Street de Martin Scorsese, d'après les mémoires de Jordan Belfort qui est interprété par Leonardo DiCaprio. Confirmé par la suite, le fraîchement oscarisé incarne le rôle d'un banquier suisse.
Le 18 janvier 2013, il participe à l'émission de divertissement Le Débarquement sur Canal+ en compagnie de Guillaume Canet, Gilles Lellouche, Laurent Lafitte, Nicolas Bedos et Alex Lutz. Il s'agit de l'émission humoristique la plus coûteuse de l'histoire de Canal+.
Il tourne au printemps 2013 dans son second film hollywoodien, la comédie dramatique de guerre réalisée par George Clooney : The Monuments Men, puis à l'automne dans le polar français La French de Cédric Jimenez, film relatif à l’assassinat en 1981 du juge Michel, que Jean Dujardin incarne.
Les deux films sortent en 2014 : si La French est bien reçu, et s'exporte bien, notamment grâce à la présence de l'acteur, The Monuments Men est un échec critique, et parvient à peine à doubler son budget de départ.

#### Une présence solide au sein du cinéma français (depuis 2015)

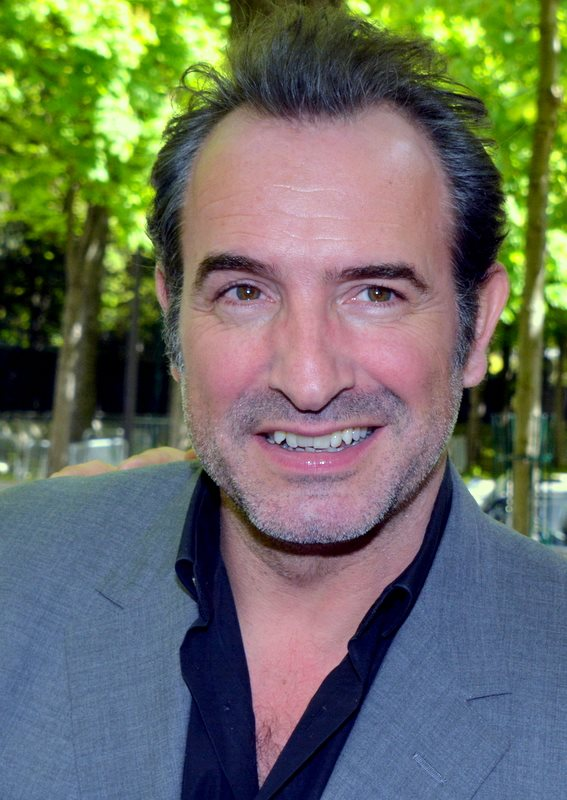
L'acteur en avril 2016, pour la promotion de Un homme à la hauteur.

L'année suivante, il est pour la première fois dirigé par Claude Lelouch pour Un plus une, une romance tournée en Inde, et pour laquelle l'acteur a pour partenaire Elsa Zylberstein. À noter la présence du « Tonton flingueur » Venantino Venantini dans le rôle de son père. En promotion pour le film, il déclare qu'un troisième OSS 117 ne lui paraît pas judicieux pour l'instant, compte tenu du contexte socio-politique actuel. Mais à la fin du mois, il se ravise et déclare être prêt à tourner dans l'année, si le réalisateur Michel Hazanavicius le lui propose.
Il entame 2016 avec une comédie romantique plus décalée, sous la direction de Laurent Tirard, et cette fois aux côtés de Virginie Efira. Un temps intitulé Up for Love, le film sort finalement sous le titre Un homme à la hauteur. Celui-ci connaît un succès limité au box-office, inférieur aux scores des comédies romantiques précédentes des deux acteurs principaux ; il s'agit du plus mauvais démarrage pour un film avec Jean Dujardin depuis L'Amour aux trousses (2005). Son projet le plus attendu de l'année sort en octobre : la suite inattendue Brice 3 lui permet de retrouver James Huth, et fait donc suite au plus gros succès commercial de sa carrière (si l'on exclut Les Petits Mouchoirs où il ne tient qu'un rôle très court).
En 2017, il prend part au film d'animation Sahara de Pierre Coré.

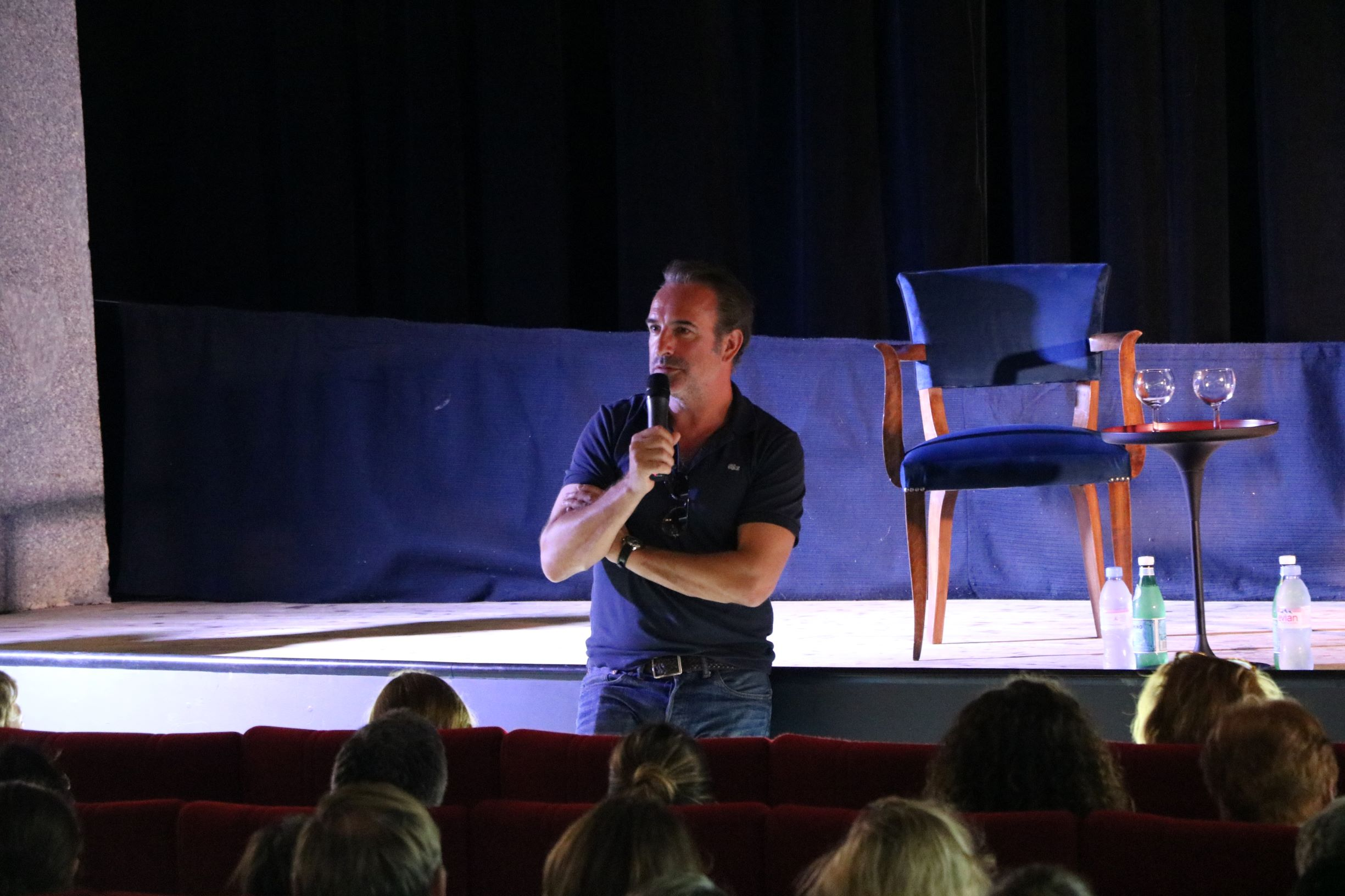
L'acteur en juillet 2019 à Pauillac, parrain de la cinquième édition des Vendanges du 7e Art.

L'année 2018 est marquée par la sortie de deux longs-métrages : la comédie historique Le Retour du héros, face à Mélanie Laurent et sous la direction de Laurent Tirard. Parallèlement, il joue son propre rôle dans un épisode de troisième saison de la série Dix pour cent mettant en scènes une agence artistique d'acteurs. À la fin de l'année, il s'aventure dans le cinéma « d'auteur » en portant la satire I Feel Good, huitième long-métrage de Gustave Kervern et Benoît Delépine.
Il poursuit dans cette veine en 2019 en tenant le premier rôle masculin de la comédie expérimentale Le Daim de Quentin Dupieux, avec notamment Adèle Haenel dans le premier rôle féminin. Cette année-là, il achève le tournage de son premier projet dramatique depuis 2015, J'accuse, de Roman Polanski. Dans cette adaptation du roman D. portant sur l'affaire Dreyfus, l'acteur prête ses traits au colonel Marie-Georges Picquart face au comédien Louis Garrel dans le rôle du capitaine Alfred Dreyfus. La promotion du film s'avère compliquée pour toute l'équipe, le cinéaste étant une nouvelle fois accusé de viol alors qu'il est visé par un mandat d'arrêt international depuis 1977 à la suite de l'affaire Polanski/Geimer,,,.
En juillet 2019, il est parrain de la cinquième édition du festival international du film de Pauillac Les Vendanges du 7e Art.
Comme annoncé par l'acteur en février 2018, Jean Dujardin retrouve en août 2021 son rôle d'Hubert Bonisseur de La Bath dans OSS 117 : Alerte rouge en Afrique noire,.
Rapidement après l'annonce du film, Michel Hazanavicius déclare ne pas souhaiter revenir derrière la caméra, expliquant qu'il n'aime pas le scénario et qu'il prépare un nouveau film. À l'occasion du Festival de Cannes 2019, Nicolas Bedos est officialisé au poste de réalisateur.
Il fait partie des 45 administrateurs de l’Académie des César.
En fin d'année 2022, il fait partie de la distribution principale du film Novembre de Cédric Jimenez, montrant les cinq jours de l'enquête policière qui ont suivi les attentats du 13 novembre 2015 en France, du point de vue de la sous-direction anti-terroriste dont il incarne le rôle du commissaire.
En 2023, il est à l'affiche d'un film plus intimiste, inspiré de Sur les chemins noirs le récit autobiographique de Sylvain Tesson publié le 13 octobre 2016,. Le tournage de cette adaptation cinématographique de Denis Imbert, Sur les chemins noirs a eu lieu en 2021 et se voit diffusé sur grand écran le 22 mars 2023. Dans le cadre de la promotion du film, Dujardin est interrogé sur son choix de ne pas entamer de carrière à l'étranger. L'intéressé déclare alors refuser l'idée par amour pour son pays. Ses propos déclenchent une vive polémique, accusant l'acteur de flirter avec le nationalisme et le chauvinisme, de surcroît par la récupération de l'extrême droite.
En 2023 toujours, Jean Dujardin, choisi par World Rugby, coécrit avec le concepteur de spectacles Olivier Ferracci et la metteuse en scène Nora Matthey de l'Endroit, la cérémonie d'ouverture de la Coupe du Monde de rugby 2023, qui se déroule le 8 septembre au Stade de France. L'acteur en tant que boulanger, tient le rôle principal du spectacle, qui comprend 240 bénévoles, 44 artistes professionnels de la danse et acrobates ainsi que les comédiens Éric Massot qui joue un coq humain, Philippe Lacheau et Joël Dupuch, le chanteur Vianney, les chanteuses Zazie et Zaz qui chantent Mon amant de Saint-Jean, la danseuse étoile Alice Renavand, Adriana Karembeu, Yann Arthus-Bertrand et les chefs Pierre Hermé, Guy Savoy et Yves Camdeborde notamment. Le spectacle a pour thème les années 1950 en France. Cette période a été choisie car il s'agirait aussi d'un hommage à la première victoire des Français sur les All Blacks (3-0), en 1954, selon TF1 citant Olivier Ferracci,.
En 2024, il incarne Zorro dans une nouvelle série écrite par Benjamin Charbit. Cette série est coproduite par France Télévisions, la Rai (télévision italienne) et la ZDF (télévision allemande).
Le 10 mars 2025, il est entendu par les membres de la Commission d'enquête relative aux violences commises dans les secteurs du cinéma, de l’audiovisuel, du spectacle vivant, de la mode et de la publicité dans une audition commune avec les acteurs Gilles Lellouche, Pio Marmaï et Jean-Paul Rouve.

### Vie privée

#### Fratrie

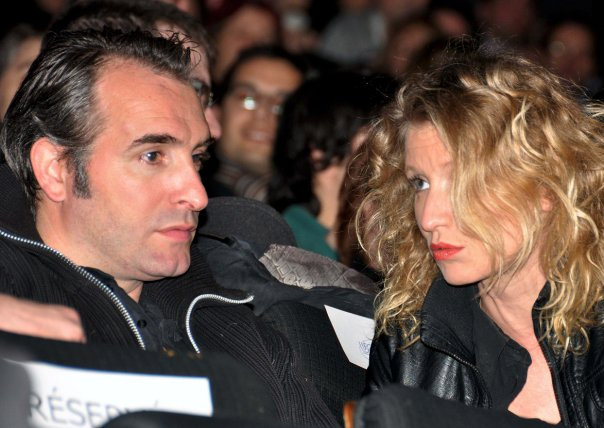
L'acteur aux côtés de sa deuxième épouse, Alexandra Lamy, en 2010.

Il a trois frères, dont l'aîné, Marc Dujardin, avocat, est son conseiller juridique et le gérant de sa société de production, JD Prod,,,.

#### Vie sentimentale
En 2003, Jean Dujardin divorce de son épouse Gaëlle Demars, avec qui il a deux fils : Jules (né en 2000) et Simon (né en 2001).
En 2003, il devient le compagnon d'Alexandra Lamy, sa partenaire dans Un gars, une fille, qu'il épouse le 25 juillet 2009 à Anduze,. Ils annoncent leur séparation en 2013, puis divorcent en décembre 2014.
En mars 2014, il officialise son couple avec la patineuse de danse sur glace Nathalie Péchalat, de onze ans sa cadette. Le 5 décembre 2015, elle donne naissance à leur première fille, Jeanne. Le couple se marie en toute discrétion le 19 mai 2018 à Saint-Cloud. Nathalie Péchalat donne naissance à leur deuxième fille, Alice, le 18 février 2021,. Ils annoncent leur séparation en septembre 2024.

## Théâtre
- 2006 : Deux sur la balançoire de William Gibson, m.e.s par Bernard Murat : Jerry Ryan - Théâtre Édouard VII

## Filmographie

### Cinéma

#### Années 2000
- 2002 : Ah ! si j'étais riche de Gérard Bitton et Michel Munz : le vendeur Weston
- 2003 : Toutes les filles sont folles de Pascale Pouzadoux : Lorenzi
- 2003 : Bienvenue chez les Rozes de Francis Palluau : Mathieu Gamelin, dit MG
- 2003 : Les Clefs de bagnole de Laurent Baffie : lui-même
- 2004 : Le Convoyeur de Nicolas Boukhrief : Jacques
- 2004 : Mariages ! de Valérie Guignabodet : Alex
- 2004 : Les Dalton de Philippe Haïm : le cow-boy vanneur
- 2005 : La vie de Michel Muller est plus belle que la vôtre de Michel Muller : lui-même
- 2005 : Brice de Nice de James Huth : Brice Agostini, dit Brice de Nice
- 2005 : L'Amour aux trousses de Philippe de Chauveron : Franck
- 2005 : Il ne faut jurer de rien ! d'Éric Civanyan : Valentin
- 2006 : OSS 117 : Le Caire, nid d'espions de Michel Hazanavicius : Hubert Bonisseur de La Bath / OSS 117
- 2007 : Contre-enquête de Franck Mancuso : Richard Malinowski
- 2007 : Hellphone de James Huth : le warrior de la boue
- 2007 : Cherche fiancé tous frais payés d'Aline Issermann : un animateur de boite de nuit
- 2007 : 99 francs de Jan Kounen : Octave Parango
- 2008 : Cash d'Éric Besnard : Cash
- 2009 : Un homme et son chien de Francis Huster : le tapissier
- 2009 : OSS 117 : Rio ne répond plus de Michel Hazanavicius : Hubert Bonisseur de La Bath / OSS 117
- 2009 : Lucky Luke de James Huth : Lucky Luke

#### Années 2010
- 2010 : Les Petits Mouchoirs de Guillaume Canet : Ludo
- 2010 : Le Bruit des glaçons de Bertrand Blier : Charles
- 2010 : Un balcon sur la mer de Nicole Garcia : Marc Palestro
- 2011 : The Artist de Michel Hazanavicius : George Valentin
- 2012 : Les Infidèles d'Emmanuelle Bercot, Fred Cavayé, Alexandre Courtes, Jean Dujardin, Michel Hazanavicius, Éric Lartigau et Gilles Lellouche : Olivier / François / Laurent / James / Fred
- 2013 : Möbius d'Éric Rochant : Gregory Lioubov dit Moise
- 2013 : 9 mois ferme d'Albert Dupontel : le traducteur en langue des signes
- 2013 : Le Loup de Wall Street (The Wolf of Wall Street) de Martin Scorsese : Jean-Jacques Saurel
- 2014 : Monuments Men (The Monuments Men) de George Clooney : Jean-Claude Clermont
- 2014 : La French de Cédric Jimenez : Pierre Michel
- 2015 : Un plus une de Claude Lelouch : Antoine Abeilard
- 2016 : Un homme à la hauteur de Laurent Tirard : Alexandre
- 2016 : Brice 3 de James Huth : Brice Agostini
- 2017 : Chacun sa vie de Claude Lelouch : le commissaire
- 2017 : Sahara de Pierre Coré : George (animation)
- 2018 : Le Retour du héros de Laurent Tirard : le capitaine Neuville
- 2018 : I Feel Good de Gustave Kervern et Benoît Delépine : Jacques Pora
- 2019 : Nous finirons ensemble de Guillaume Canet : Ludo
- 2019 : Le Daim de Quentin Dupieux : Georges[84]
- 2019 : J'accuse de Roman Polanski : Marie-Georges Picquart[85]

#### Années 2020
- 2020 : Effacer l'historique de Benoît Delépine et Gustave Kervern : le chasseur de panda
- 2021 : Présidents d'Anne Fontaine[86] : Nicolas
- 2021 : OSS 117 : Alerte rouge en Afrique noire de Nicolas Bedos : Hubert Bonisseur de La Bath / OSS 117
- 2022 : Novembre de Cédric Jimenez : Fred
- 2023 : Les Gardiennes de la planète de Jean-Albert Lièvre : narration
- 2023 : Sur les chemins noirs de Denis Imbert : Pierre
- 2025 : L'Homme qui rétrécit de Jan Kounen

### Courts métrages
- 2002 : À l'abri des regards indiscrets de Ruben Alves et Hugo Gélin : Jean-Luc
- 2004 : Rien de grave de Renaud Philipps : le VRP
- 2011 : Touch of Evil d'Alex Prager
- 2014 : How Far Would You Go for a Nespresso? de Grant Heslov : Jean

### Télévision
- 1996-1999 : Carré Blanc / Nous Ç Nous (sketchs)
- 1997-1998 : Farce Attaque (émission de télévision)
- 1999-2003 : Un gars, une fille (série télévisée) : Jean, dit « Loulou »
- 1999 : Un gars, une fille au Québec, invité spécial dans l'épisode À Paris; repris son rôle de la série française : Jean
- 2007 : Palizzi de lui-même (série télévisée)
- 2011 : Belmondo, itinéraire… (documentaire) de Vincent Perrot : narrateur
- 2013 : Le Débarquement de Renaud Le Van Kim
- 2013 : Platane de Denis Imbert et Éric Judor
- 2018 : Dix pour cent : lui-même (saison 3)
- 2023 : Alphonse de Nicolas Bedos (série Prime Vidéo) : Alphonse
- 2024 : Zorro, série française écrite par Benjamin Charbit et Noé Debré[87],[88],[89],[90]

## Discographie
- 1997 : Nous C Nous par les Nous Ç Nous
- Big or no par les Nous Ç Nous[Quand ?]
- 2002 : C'est aussi pour ça... qu'on s'aime!
- 2005 : Le Casse de Brice (clip réalisé par J.G Biggs)
- 2005 : Yellow, la leçon de casse
- 2006 : OSS 117 / Bambino
- 2016 : Pour un pote par Bigflo et Oli (Brice de Nice)
- 2020 : Et demain ? de Et demain ? Le collectif
- 2022 : Le Daron par Lorenzo

## Clips publicitaires
- 1998 : Quick - Nous Ç Nous (thème Les Simpson)
- À la suite du succès américain de The Artist, l'acteur tourne une fausse publicité pour des cigarettes françaises pour le site Funny or Die[91].
- En 2014, il joue son propre rôle dans les publicités pour le café Nespresso avec George Clooney[92].

## Engagements
En 2009, Jean Dujardin s'engage aux côtés de Marc Lièvremont pour devenir le parrain de la Fondation Action Enfance, association qui protège en France, dans ses Villages d'Enfants et Foyers, des frères et sœurs séparés de leurs parents et placés sur décision du juge, en raison de maltraitances ou de négligences graves.
Il est le parrain officiel de la Fondation Mouvement pour les villages d’enfants, ainsi que de la BRI depuis 2022.

## Distinctions

### Décorations
- Chevalier de l'ordre national du Mérite (14 novembre 2011)[96].
- Chevalier de l'ordre des Arts et des Lettres (17 juillet 2009)[97].

### Récompenses
| Année | Récompense                                      | Catégorie                                                                  |
| ----- | ----------------------------------------------- | -------------------------------------------------------------------------- |
| 2001  | 7 d'or                                          | Meilleure émission de divertissement pour Un gars, Une fille               |
| 2007  | Étoiles d'or du cinéma français                 | Interprétation masculine de l'année pour OSS 117 : Le Caire, nid d'espions |
| 2007  | Prix Raimu de la comédie                        | Interprétation masculine de l'année pour 99 F                              |
| 2011  | Festival de Cannes 2011                         | interprétation masculine de l'année pour The Artist                        |
| 2011  | Festival du film de Cabourg                     | Swann d'Or du meilleur acteur de l'année pour Un balcon sur la mer         |
| 2012  | Golden Globes 2012                              | Meilleur acteur de comédie ou film musical pour The Artist                 |
| 2012  | Australian Film Institute Awards                | Meilleur acteur pour The Artist                                            |
| 2012  | Screen Actors Guild Awards 2012                 | Meilleur acteur pour The Artist                                            |
| 2012  | Festival international du film de Santa Barbara | Cinema Vanguard Award pour The Artist                                      |
| 2012  | BAFTA 2012                                      | Meilleur acteur pour The Artist                                            |
| 2012  | Étoiles d'or du cinéma français                 | Meilleur acteur de l'année pour The Artist                                 |
| 2012  | Independent Spirit Awards                       | Meilleur acteur de l'année pour The Artist                                 |
| 2012  | Hollywood Film Festival                         | Spotlight Award pour The Artist                                            |
| 2012  | London Film Critics Circle                      | Meilleur acteur de l'année pour The Artist                                 |
| 2012  | Women Film Critics Circle                       | Meilleur duo au cinéma de l'année avec Bérénice Bejo pour The Artist       |
| 2012  | Las Vegas Film Critics Society                  | Meilleur acteur de l'année pour The Artist                                 |
| 2012  | Phoenix Film Critics Society                    | Meilleur acteur de l'année pour The Artist                                 |
| 2012  | Oscars 2012                                     | Meilleur acteur pour The Artist                                            |

### Nominations
| Année | Nomination                                    | Catégorie                                                                  |
| ----- | --------------------------------------------- | -------------------------------------------------------------------------- |
| 2007  | César 2007                                    | César du meilleur acteur pour OSS 117 : Le Caire, nid d'espions            |
| 2007  | Globe de cristal                              | Globe de cristal du meilleur acteur pour OSS 117 : Le Caire, nid d'espions |
| 2007  | Prix Raimu de la comédie                      | Prix Raimu de la comédie pour OSS 117 : Le Caire, nid d'espions            |
| 2008  | Étoiles d'or du cinéma français               | Étoile d'or du premier rôle masculin pour 99 francs                        |
| 2010  | Globe de cristal                              | Globe de cristal du meilleur acteur pour OSS 117 : Rio ne répond plus      |
| 2012  | Alliance of Women Film Journalists            | EDA Award du meilleur acteur pour The Artist                               |
| 2012  | Central Ohio Film Critics Association         | Meilleur acteur pour The Artist                                            |
| 2012  | Chicago Film Critics Association              | Meilleur acteur pour The Artist                                            |
| 2012  | Dallas-Fort Worth Film Critics Association    | Meilleur acteur pour The Artist                                            |
| 2012  | Detroit Film Critics Society                  | Meilleur acteur pour The Artist                                            |
| 2012  | Prix du cinéma européen                       | Meilleur acteur européen pour The Artist                                   |
| 2012  | Houston Film Critics Society                  | Meilleur acteur pour The Artist                                            |
| 2012  | National Society of Film Critics              | Meilleur acteur pour The Artist                                            |
| 2012  | New York Film Critics Circle                  | Meilleur acteur pour The Artist                                            |
| 2012  | Online Film Critics Society                   | Meilleur acteur pour The Artist                                            |
| 2012  | Screen Actors Guild Awards 2012               | Meilleure distribution pour The Artist                                     |
| 2012  | San Diego Film Critics Society                | Meilleur acteur pour The Artist                                            |
| 2012  | St. Louis Gateway Film Critics Association    | Meilleur acteur pour The Artist                                            |
| 2012  | Utah Film Critics Association                 | Meilleur acteur pour The Artist                                            |
| 2012  | Vancouver Film Critics Circle                 | Meilleur acteur pour The Artist                                            |
| 2012  | Washington D.C. Area Film Critics Association | Meilleur acteur pour The Artist                                            |
| 2012  | Critics' Choice Movie Award                   | Meilleur acteur pour The Artist                                            |
| 2012  | Women Film Critics Circle Awards              | Meilleur acteur pour The Artist                                            |
| 2012  | Lumières 2012                                 | Lumière du meilleur acteur pour The Artist                                 |
| 2012  | César 2012                                    | César du meilleur acteur pour The Artist                                   |
| 2012  | Chlotrudis Awards 2012                        | Meilleur acteur pour The Artist                                            |
| 2020  | Lumières 2020                                 | Lumière du meilleur acteur pour J'accuse                                   |
| 2020  | César 2020                                    | César du meilleur acteur pour J'accuse                                     |
| 2023  | César 2023                                    | César du meilleur acteur pour Novembre                                     |